# Bohdaniwka (rejon tulczyński)
Bohdaniwka (ukr. Богданівка) – wieś na Ukrainie, w obwodzie winnickim, w rejonie tulczyńskim, w hromadzie Tulczyn. W 2001 liczyła 1023 mieszkańców, spośród których 1005 wskazało jako ojczysty język ukraiński, a 18 rosyjski